# Can Ganga
Can Ganga o Can Leandro és un edifici del municipi de Tossa de Mar (Selva). Es tracta d'un típic exemple de casa fortificada del segle xvi construïda fora muralles, la qual consta de tres plantes i coberta d'una sola aigua de vessant a façana amb un ràfec de tres fileres: la primera de rajola plana, la segona i la tercera de teula. Està ubicat a llevant del barri de la Roqueta, on es documenten les primeres cases fora del clos murallat. És un edifici que forma part de l'Inventari del Patrimoni Arquitectònic de Catalunya.

## Descripció
La façana principal és la que dona al carrer de la Roqueta i està estructurada internament basant-se en tres crugies. La planta baixa consta de tres obertures, a destacar especialment el gran portal adovellat d'arc de mig punt amb unes dovelles de grans dimensions molt ben escairades.
En el primer pis o planta noble trobem tres obertures. La central, ubicada simètricament al portal d'entrada, és rectangular i està equipada amb llinda monolítica, muntants de pedra i ampit treballat. Les dues impostes estan ornades amb dos querubins respectivament. Parlem de querubins basant-nos en els trets iconogràfics que presenten, és a dir caps alats sense cos.
Simultàniament aquesta finestra central es troba flanquejada per dues obertures - una per banda- les quals es troben en un estat avançat de deteriorament. La de la dreta és la que surt pitjor parada, com així ho evidencien tant els petits arcs lobulats com, sobretot, l'ampit. Ambdues finestres responen a la mateixa tipologia, ja que es tracta de finestres gòtiques de gran simplicitat formades per dues versions o variants de l'arc conopial.
El segon pis executaria les tasques de golfes. Simètricament al portal i a la finestra central, aflora de la façana una petita protuberància flanquejada per dues obertures -una per banda- les quals també es troben immerses en un estat avançat de corrupció i deteriorament. La de la dreta és una petita finestra amb dos arquets lobulats i un petit òcul en la llinda. Mentre que la de l'esquerra es tracta d'una minúscula obertura que no ha rebut cap tractament singular.

## Història
Aquesta casa rep el nom de dos dels seus llogaters: Leandro Macaya Xiberta i una família el motiu de la qual era "Ganga". Es tracta d'una de les primeres cases construïdes fora del clos murallat. I és que des d'aquesta casa fins a la platja no hi havia cap altra edificació, fins que a finals del segle xvi s'omplí el buit que la separava del mar i les noves edificacions arribaren a ponent fins al carrer avui conegut com de l'Escolt.
A la segona meitat del segle xviii era propietat del patrici Tomàs Vidal i Rei, un dels primers indians a enriquir-se mar enllà i en qui s'ha volgut trobar una descendència directa de Vitalis, el patrici romà de la vila dels Ametllers. Aquest fill de Tossa, que era tractat de "don" pels seus veïns, anà a Amèrica dues vegades i es convertí en el tossenc més ric. Tant, que la seva autoritat era superior a la del mateix batlle. Portava botons d'or als punys de les camises i a l'armilla, sivelles d'or a les sabates, lluïa xarreteres al vestit de cerimònia, corbatí i espasí amb guarniment i funda, tot d'or. Guardava rapè en capses d'or o d'argent, i eren de metall preciós també els guarniments dels seus cavalls. És d'ell el llegat més gran que cap tossenc mai no hagi fet al seu poble: fundà l'Hospital dels pobres, que li va costar més de 17250 lliures.